# Karbon
| Karbon pred 358.9–298.9 milijoni let PreЄ Є O S D C P T J K Pg N | |
| Srednja vrednost atmosferskega O 2 skozi obdobje | ok. 32.3 prost. % (162 % sedanje vrednosti)                                                               |
| Srednja vrednost atmosferskega CO 2 skozi obdobje | ok. 800 ppm (3 krat pred industrijske vrednosti)                                                          |
| Srednja površinska temperatura skozi obsobje | ok. 14 °C (0 °C nad sedanjo vrednostjo)                                                                   |
| Višina gladine (nad sedanjo) | Skozi Mississippij pada iz 120 m na sedanjo vrednost, kasneje počasi raste na okoli 80 m na koncu obdobja |
| Ključni dogodki karbona-360 —–-355 —–-350 —–-345 —–-340 —–-335 —–-330 —–-325 —–-320 —–-315 —–-310 —–-305 —–-300 —–-295 —P a l e o z o i kDevonK a r b o nPermM i s i s i p i jP e n s i l v a n i jTournaisijVisénijSerpukhovijBashkirijMoskovijKasimovijGzhelij ←Karbonski padec deževnega gozda←Fosili iz Mazon Creek←Konec romerjeve vrzeli←Začetek romerjeve vrzeliKljučni dogodki karbona Lestvica: pred milijoni let | |

Karbón je geološka doba v paleozoiku, ki se je začela s koncem devona pred 340 milijoni let in končala z začetkom perma pred približno 280 milijoni let.

## Gubanje Zemlje v Karbonu
Doba Karbona je zelo pomembna tako za geologijo kot za gospodarsko dejavnost na Zemlji. V tem geološkem obdobju je bila zemeljska skorja zelo nemirna, saj jo je zajelo gibanje imenovano variskično gubanje. V Evropi je nastalo Variskično gorstvo, to je v dveh lokih potekalo iz Irske in Anglije čez Normandijo in Bretanijo v centralno Francijo ter dalje čez Belgijo, Nemčijo in Češko na Poljsko. Istočasno so se gubali tudi Rodopi in Ural. V podnožju novega gorstva , ki se je dvigalo iz morja, so nastala številna močvirja, te je v presledkih prepljavljalo morje in jih prekrivalo z usedlinami gline in peska ter tako omogočilo ugodne razmere za nastanek premoga. Orogenezo je spremljalo močno vulkansko delovanje. Značilne usedline iz te dobe so glinasti skrilavci, laporji, konglomerati, peščenjaki in večina premoga, Karbon-a, po katerem je ta doba dobila tudi ime.

## Rastlinstvo v Karbonu
Klima je bila v Karbonu vlažna in topla, domnevajo da tudi tropska zaradi razširjenosti rastlin in živali, ki so se v Karbonu bujno razvijale. Velike praprotnice so se močno razbohotile, nastale so drevesaste praproti, preslice in lisičjakovci. Med lisičjakovci so bili splošno razširjeni Luskavci ali Lepidodendroni in Pečatnikovci ali Sigilarije. Preslice ali Calamites - (latinsko cálamus = votlo steblo, rogoz) so bile podobne današnjim in veliko večje. Že v zgodnjem Karbonu so se pojavile praprotnice-semenjače ali Pteridosperme- (iz gr.: Ptéron = perut in spérma = seme). Praprotnice so prve razvile semena po oploditvi v trosovniku in tako pri razmnoževanju niso bile več odvisne od vode. Pteridosperme so izumrle v Permu. Močvirska področja so bila porasla z Kordaiti - (golosemenke), katere so zrasle do višine 30 m in so predniki današnjih iglavcev.

## Živalstvo v Karbonu
Življenje v morju te dobe je bilo že pestro, v njem so živele; školjke, goniatiti, ramenonožci, morski ježi, morske lilije, korale, sklenoluskavke -(ganoidi) in somi. V morju so živele številne enake vrste, ki pa so se hitro razvijale in spreminjale. Oklepnice so v tem obdobju popolnoma izumrle.
Življenje v močvirnih gozdovih so obvladovali mnogi rodovi dvoživk, ščitoglavcev -(Stegocephalia). Največja skupina med ščitoglavci so Labiritodonti -(v prerezu zob imajo zamotan zavoj sklenine). Pomembna skupina so tudi Branchiozauri -(Branchiosauria), ki so skupni predniki dvoživk in plazilcev, njihovi potomci so današnji močeradi. Pojavili so se tudi prvi Kotilozavri (Cotylosauria), začetniki vseh plazilcev, katerih nasledniki so Zverozobci. Kotilozavri so izumrli v Triadi. V tropskih gozdovih te dobe so se močno razmnožili Členonožci, veliko je bilo pajkov, ščipalcev, stonog in žuželk, katere so bile zelo velike rasti, prednice današnjih žuželk. Prvi plenilci in krilate žuželke, kot je orjaški kačji pastir - Meganeura monyi z razponom kril 75 cm, so iz tega obdobja.